# 돈둡 왕첸
돈둡 왕첸(Dhondup Wangchen, 1974년 10월 17일 ~ )은 티베트인 영화 감독이다. 2006년경부터 티베트인들이 달라이 라마, 중국 정부, 2008년 베이징 올림픽, 한족 이주자에 관해서 일반 티베트인들이 이야기한 내용으로 구성된 다큐멘터리 《두려움, 그 너머》를 티베트 승려 지그메 갸초와 함께 제작했다. 이후 영화가 비밀 경로를 통해 여러 곳으로 퍼지면서, 중국 정부는 2008년 티베트 소요 사태 중에 영화를 제작한 돈둡 왕첸과 직메 갸초를 구금했다.
돈둡 왕첸은 국가 전복 혐의로 징역 6년을 선고 받았다. 많은 국제 인권 단체들이 중국 정부가 그를 구금한 것에 대해 항의를 했고, 국제사면위원회는 그를 양심수로 규정했다. 2012년에 미국에 있는 언론인보호위원회로부터 CPJ 국제언론자유상을 수여 받았다.

## 어린 시절
돈둡 왕첸은 1974년 암도 지구 Tsoshar region Bayen에서 태어났다. 그의 가족들은 농부였다. 이후 수도 라싸 시로 이주했다. 그 곳에서 그는 독립 요구를 하는 시위자들이 보안 당국에 의해서 진압되는 것을 목격했는데, 그의 이러한 경험은 이후 그의 정치 의식에 큰 영향을 끼치게 되었다. 1993년, 그와 그의 사촌은 망명한 티베트의 정신적인 지도자인 달라이 라마를 만나 가르침을 받기 위해 히말라야산맥을 넘어 인도로 건너갔다. 돈둡은 머지 않아 티베트로 돌아와 운동 단체에서 몸담으며 운동을 했다.

## 두려움, 그 너머
2006년, 돈둡 왕첸과 친구인 승려 직메 갸초는 일반 티베트인들을 달라이 라마와 중국 정부에 대해 가지는 의견을 인터뷰해 다큐멘터리를 만드려는 생각을 했다. 다큐멘터리의 제목은 《두려움, 그 너머》(Leaving Fear Behind)였다. 두 사람은 스위스에 남아있는 돈둡 왕첸의 사촌과 같이 작업했다. 돈둡 왕첸은 중국 정부의 보복을 피하기 위해 그의 아내 Llamo Tso와 네 명의 자녀를 인도 다람살라로 이주시켰다.
돈둡 왕첸과 직메 갸초는 2007년 8월부터 2008년 3월까지 모두 108명의 티베트인들의 인터뷰를 모았는데, 인터뷰 대상자들 모두에게 화면에 얼굴이 나와도 된다는 허락을 받고서 인터뷰를 진행했다. 두 사람은 하나의 카메라로만 40시간 가량의 인터뷰 장면을 모았다. 이후 촬영을 끝내고 소요 사태가 터지고 주변 여러 지역으로 퍼지기 시작할 즈음에 티베트 수도 라싸 외부로 테이프를 몰래 내갔다. 이후 3월 28일, 직메 가쵸와 돈둡 왕첸은 중국 당국에 의해 칭하이성 퉁더현에서 구금되었다.
돈둡 왕첸의 제작 회사 필밍 포 티베트(Filming for Tibet)의 동료들은 스위스에서 영상을 받아서 한 영화 작품으로 만들었다. 돈둡 왕첸과 직메 갸초가 촬영한 영상을 바탕으로 구성된 25분짜리 다큐멘터리에는 티베트인들이 중국이 2008년 하계 올림픽을 개최하기로 한 결정에 대한 비판과, 달라이 라마에 대한 찬양, 그리고 한족 이주자에 대한 반감을 표현한 내용이 담겨 있었다. 뉴욕 타임스는 이 영화를 두고 "노골적이고 꾸밈없이 드러나 있는 중국 정부의 폐단"이라 평했다. 돈둡 왕첸은 영화에서 "이 영화의 목적은 유명하거나 특히 재미있게 보여주려는 것 아니다. 이 영화는 무력감과 좌절감을 느끼는 곤경에 빠진 티베트인들에 관한 영화이다."라고 말했다. 올림픽 개막식 날에 맞추어 개봉되었고, 비밀리에 베이징에서 외신 기자들에게 상영되었다.

## 재판 및 투옥
2008년 3월 돈둡 왕첸은 체포된 후에, 비밀 감옥인 곤샹 호텔(Gonshang Hotel)에서 몇 일간 구금되었다. 국제사면위원회는 돈둡이 그 곳에서 공안에 의해 폭행당하고 음식, 물도 먹지 못하고 잠도 자지 못했다고 전했다.
그는 이후 시닝 수용소로 옮겨져 2009년 4월까지 연락 두절 상태였고, 그 이후에야 그의 변호사 리둔용(Li Dunyong)와 만나는 것이 허락되었다. 그러나 세 달 뒤에 리둔용은 사법 당국의 압력을 받고 변호를 포기했다. 또 다른 변호사는 돈둡 왕첸을 변호할 경우 법률 사무소를 폐쇄할 것이라고 협박을 받고 변호를 포기했다.
2009년 12월 28일, 돈둡 왕첸은 시닝에서 비밀 재판을 받고 국가 전복 혐의로 징역 6년을 선고받았다. 2010년 1월 7일, 필밍 포 티베트는 그가 항소 기간이 끝날 때까지 변호사와 접촉하는 것이 금지되어서 항소를 하지 못했다고 밝혔다.
그의 가족들은 그가 감옥에 있을 당시 B형 간염에 걸렸고, 건강이 매우 나빠졌다고 밝혔다. 2010년 4월, 그는 칭하이 성에 있는 시촨 노동수용소로 이송되었는데, 전하는 바에 따르면 이곳 에서는 재소자들이 벽돌, 콘크리트, 알루미늄 합금 창을 만드는 곳이라고 한다. 2012년 4월 6일, 국제사면위원회는 그가 필요한 의학적 치료를 받지 못하고 있다고 경고하는 호소문을 발표했다.

## 국제 사회의 반응

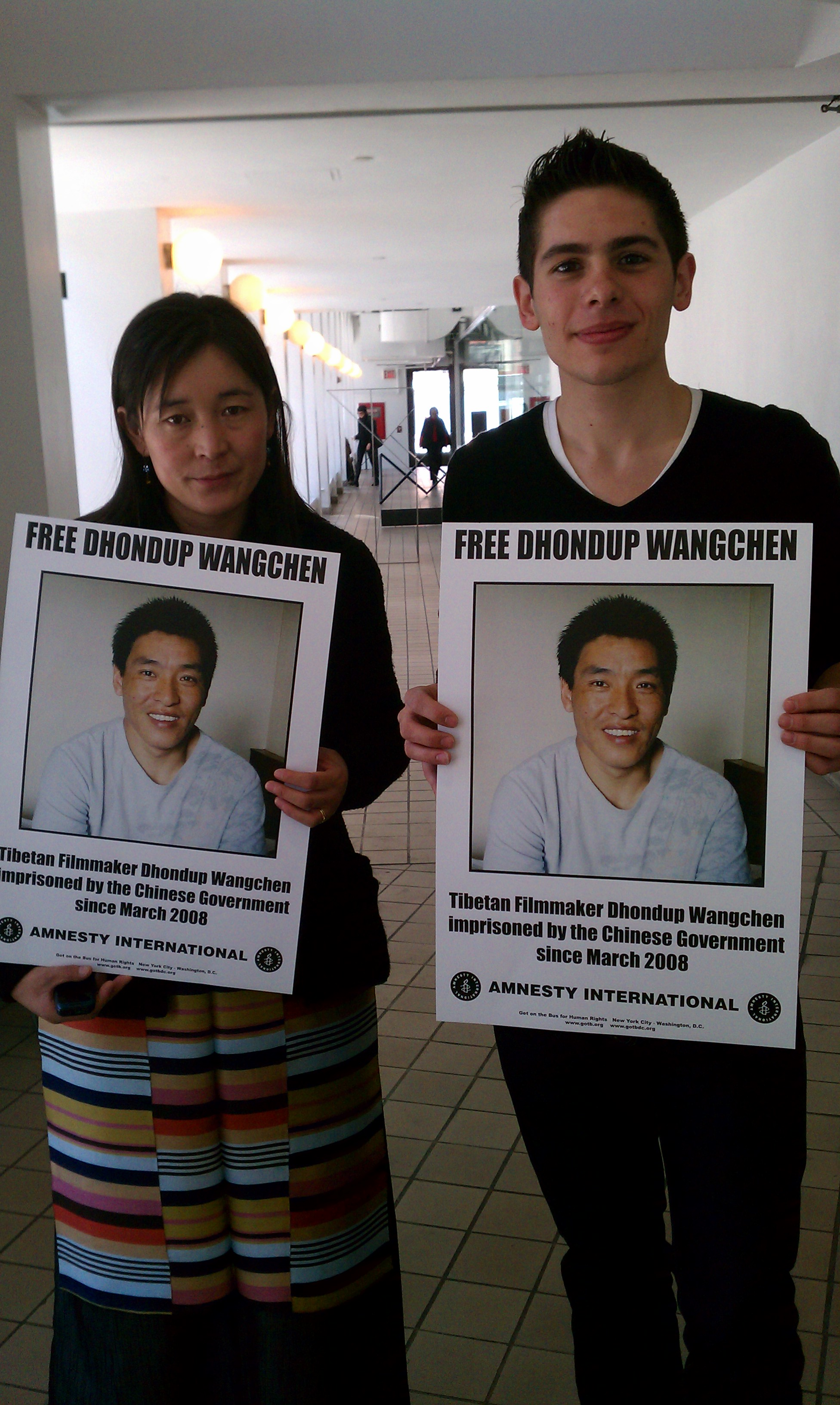
돈둡 왕첸의 석방을 요구하는 그의 부인 Lhamo Tso (왼쪽).

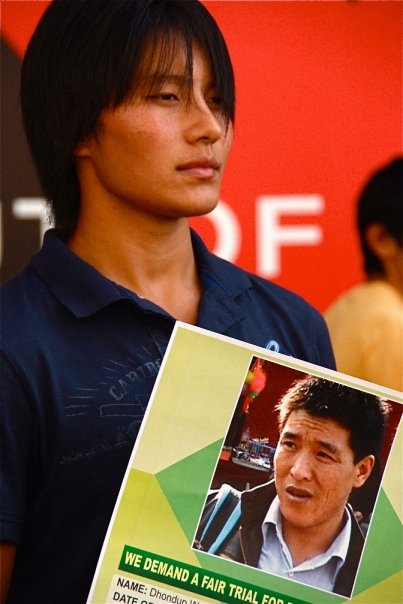
돈둡 왕첸의 석방을 요구하는 뉴욕 시의 항의자들.

많은 인권 단체들은 직메 갸초와 돈둡 왕첸의 체포를 규탄했다. 국제사면위원회는 두 사람의 체포에 항의했고, 직메 갸초가 심한 고문의 위험에 처해 있으며, 돈둡 왕첸을 양심수로 규정했다. 휴먼 라이츠 워치, 프런트 라인 디펜더스, 언론인보호위원회, 국경 없는 기자회, 그리고 인권과 민주주의를 위한 티베트 센터 또한 돈둡 왕첸을 지지했다.
2011년 3월 10일, 전 미국 하원 의회 의장 낸시 펠로시는 티베트 봉기의 날을 기념해 돈둡 왕첸의 석방을 요구했다. 또한 2011년 초에 보스턴의 아메리칸 레퍼토리 시어터와, 밴드 시스템 오브 어 다운의 구성원 세르이 탄키안은 결박된 프로메테우스를 그와 다른 7명의 운동가에게 헌정했고, 프로그램에 실린 해설문에는 "폭군 제우스에 대항해서 인간들에게 불과 예술을 준 신, 프로메테우스의 노래를 부르면서, 이 작품은 현재의 압제자들에 의해 침묵당하고 위기에 처한 사람들에게 희망을 준다"라고 적혀 있다.
돈둡 왕첸의 석방을 요구하는 인권과 티베트 운동가 집단의 연합은 티베트 봉기의 날 전 날인 2012년 3월 9일 뉴욕 시의 타임 스퀘어에서 집회를 열었다. 연설가 중에는 시인이자 운동가인 텐진 춘두 뿐만 아니라, 돈둡 왕첸의 부인인 Lhamo Tso도 포함되었다. 두려움, 그 너머의 내용 일부분이 신화통신사 점보트론 밑에 있는 12인치 비디오 스크린에서 상영되었다.
2012년, 돈둡 왕첸은 언론인보호위원회로부터 CPJ 국제언론자유상을 수여받았다. 이 상은 공격, 협박, 투옥에 맞서서 언론의 자유를 지켜내려는 용기를 보여준 언론인에게 주어진다. 그는 투옥 중이어서 2012년 11월 단체의 만찬에 참석하지 못했다.

## 같이 보기
- 티베트 독립운동

## 주해
1. ↑  티베트는 중국 인민해방군의 침공 이후 1950년 중국으로 병합되었다. 중국 측에 의해 현재 형식적인 자치가 실시되고 있지만 티베트의 정치적 지위에 관해서는 여전히 논란이 있다.
“Tibet profile”. BBC News. 2012년 11월 24일. 2015년 9월 20일에 원본 문서에서 보존된 문서. 2015년 9월 19일에 확인함.
2. ↑  티베트 봉기의 날은 중국의 지배에 맞서서 1959년 티베트 봉기를 했던 1959년 3월 10일을 기념하는 날이다.